# Angelo Ferrari (político)
Angelo Ferrari (Oriximiná), é um político brasileiro, filiado ao MDB. Nas eleições de 2022, foi eleito deputado estadual pelo Pará.